# کد ناپلئون
کد ناپلئون یا قانون مدنی فرانسه (به فرانسوی: code Napoléon) مجموعهٔ مدونی از مقررات قانونی است که پایهٔ حقوق مدنی فرانسه را تشکیل می‌دهد. این قانون زیر نظر ناپلئون در سال ۱۸۰۴ تنظیم و تصویب گردید و اگرچه در آن زمان اولین قانون مدنی نبود که در اروپا تنظیم شده باشد، اما اساس حقوق مدنی در کشورهای پیرو حقوق نوشته امروز است و بیشتر قوانین مدنی دنیا تحت تأثیر آن تنظیم شده‌اند.
ناپلئون بناپارت حقوقدان‌هایی را که از هر نظر واجد صلاحیت بودند، انتخاب کرد و مأمور به تدوین قانون مدنی فرانسه نمود. او برای نشان دادن علاقهٔ خود و اهمیت موضوع، در جلسات بحث و مذاکرات آنها حاضر می‌شد. او نتیجه کار هیئت مزبور را از کشورگشایی‌های خود مهم‌تر و مؤثرتر می‌دانست. هیئت مزبور نه تنها قانون مزبور را بر اساس مبانی حقوقی «رومی - ژرمنی» و ارزشهای جامعه فرانسه بنیان نهاد بلکه از حقوق دیگر کشورها نیز بهره جست. این قانون در سال ۱۸۰۴ میلادی پایان یافت و در سال ۱۸۰۷ قانون مدنی فرانسه رسماً به عنوان «کد ناپلئون» نامگذاری شد.
در فرانسه نیز از آن به عنوان یک سند افتخار و میراث ملی حراست می‌کنند و از تغییر و تبدیل در آن در صورت امکان اجتناب می‌نمایند و اگر تحولات اجتماعی نیازهای جدیدی را مطرح کند دیوان عالی فرانسه با تفسیرهای مناسب از همان مواد راه‌حل‌های متناسب را با نیازهای زمانه استخراج می‌کنند. به عنوان مثال ماده ۱۳۸۲ قانون مدنی فرانسه که مبنای مسئولیت مدنی را بر «تقصیر» نهاده از زمان ناپلئون یعنی از حدود دو قرن قبل تا کنون هیچ تغییری نکرده، در حالی که نیازهای جامعه در زمینه مسئولیت مدنی دگرگونی بسیار پیدا کرده‌است و در نتیجه نظریات جدیدی از اواخر قرن نوزدهم و مخصوصاً از اوائل قرن بیستم مطرح شده و دادگاه‌های فرانسه نیز با تفسیرهای متناسب، نیازهای پیچیده و بروز جامعه پیشرفته فرانسه را حل کرده‌اند. دربارهٔ قانون مدنی فرانسه و شرح و تفسیر آن صدها کتاب و رساله و هزاران مقاله توسط استادان طراز اول حقوق این کشور و دیگر کشورها نوشته شده و رویه قضایی این کشور در ده‌ها مجلد، پشتوانه نظری و عملی را به وجود آورده‌اند که در سرتاسر جهان مورد استفاده است به‌نظر برخی از صاحب‌نظران، همین دوام و ثبات حقوقی که در نظام حقوقی فرانسه به وجود آمده باعث شده که این کشور یکی از قطب‌های و بلکه بزرگ‌ترین قطب حقوقی جهان باشد.